# Заргар
Зарга́р (цыг. рома заргар) — цыганская субэтническая группа, входящая в рома. Сформировалась из цыган, мигрировавших в конце XVII или начале XVIII века с Балкан в Иран. Проживает только на территории Ирана, до XXI века не имела связи с другими цыганами-рома. Говорят на собственном диалекте цыганского языка, относящемся к балканской группе диалектов. Прежнее самоназвание неизвестно.
По вероисповеданию мусульмане-шииты. Долгое время вели кочевой образ жизни; традиционные занятия — кочевое скотоводство, исполнение музыки, кузнеческое ремесло, мелкая торговля. В наше время круг профессий расширился.
Самая распространённая фамилия — также Заргар.
Историческая документация об их происхождении отсутствует, но одна, казалось бы, правильная традиция прослеживает своё происхождение от трёх братьев, ювелиров (перс. زرگر‎, zargar), которые были привезены из Османской Румелии в качестве заложников во время правления Надир-шаха (1736-1747), им дали пастбища как награду за свои навыки. Как цыгане, они также были освобождены от налогообложения и военной службы.